# Monetazione di Terina
La monetazione di Terina, che fa parte della monetazione del Bruttium e riguarda la città di Terina, si sviluppa in un ampio spazio di tempo, da circa il 460 a.C. al 275.

## Contesto storico
Terina fu fondata dai Crotoniati verso la fine del sesto secolo a.C. in una località sulla costa tirrenica non identificata esattamente, vicino a Santa Eufemia.
Ebbe conflitti con Thurium e fu conquistata dai Brettii nel 356 e verso il 330 da Alessandro il Molosso.
La città fu distrutta da Annibale.

## Contesto monetario
Le prime emissioni sono della metà del V secolo e sono legate, per quello che riguarda le caratteristiche metrologiche, alla contemporanee emissioni di Crotone, con uno statere di ca. 8 grammi.

## Monete
Il tipo ricorrente presenta al dritto la testa di una ninfa e al rovescio una Nike, per lo più seduta o su uno sgabello o, più spesso, su una roccia.

### I fase
In un primo periodo, definito älterer Stil (stile più vecchio), da Regling, furono coniati stateri, dracme e dioboli di stile arcaico. Questa monetazione è collocata nel periodo 480-450 a.C. da Regling. La datazione è ribassata al 460-440 da autori successivi.
In queste prime monete, Regling 1-4, al dritto è raffigurata una testa femminile di stile arcaico con i capelli legati da un nastro e al rovescio una Nike alata state.
La legenda al dritto è ΤΕΡΙΝΑ per Regling 1-2, ΤΕΡΕΙ per Regling 3 e ΤΕΡΙΝΑΙΟΝ per Regling 4. Il rovescio di Regling 1 ha la legenda ΑΚΙΝ, NIKA con scrittura retrograda.
In tutte le monete la lettera iota è nella forma  oppure .
Accanto agli stateri sono coniate dracme e dioboli. Le dracme sono simili agli stateri e i dioboli si differenziano per il rovescio che presenta solo la legenda ΤΕΡΕ in varie forme.

### II fase
Un secondo periodo è denominato entwickelter Stil (dello stile evoluto) da Regling, ed è da lui collocato negli anni 445-425. Anche la datazione di questa fase è leggermente ribassata da autori successi, in questo caso al 440-425.
Negli stateri al dritto è raffigurata una testa femminile, interpretata anche in questo caso come la ninfa Terina.
Al rovescio c'è una Nike seduta, che tiene nella mano destra protesa in avanti una corona di alloro. Nella mano sinistra tiene a volte un caduceo. In alcune monete la Nike è seduta su un'idria, in altre su uno sgabello e in altre ancora su un cippo. L'etnico è ora scritto per esteso nella forma ΤΕΡΙΝΑΙΟΝ o ΤΕΡΙΝΑΙΩΝ.
Agli stateri sono associati trioboli, dioboli e oboli. In tutte queste frazioni al dritto è raffigurata una testa di ninfa.
Nei trioboli il rovescio può avere gli stessi tipi degli stateri oppure c'è una figura femminile stante in atto di sacrificare presso un altare. Nel primo caso l'etnico è ΤΕΡ, mentre nel secondo è ƎT.
Per dioboli c'è una sola variante: al dritto la testa di ninfa e al rovescio una Nike in volo e l'etnico è ΤΕΡΙ con scrittura retrograda. Negli oboli al rovescio c'è solo la legenda, ΤΕ o ƎT.

### III fase
Tra il 425 e il 420 è coniato un gruppo stateri che recano al dritto la lettera Φ.
Questi stateri hanno solo due conii per il dritto (Regling R e S) cui sono associati diversi conii per il rovescio.
Il primo conio di dritto, indicato con la lettera R da Regling, presenta una testa di ninfa volta a destra con l'etnico ΤΕΡΙΝΑΙΟΝ davanti. Nel secondo, indicato con la lettera S da Regling, manca l'etnico e la testa è circondata da una corona di ulivo. In entrambi i conii dietro alla ninfa c'è la lettera Φ.
Regling ritiene che sia la firma dell'artista e chiama il periodo dell'"artista Φ".
I rovesci vedono la Nike per lo più seduta, o su un cippo o su un'idria. In genere anche al rovescio c'è l'etnico nella forma ΤΕΡΙΝΑΙΟΝ o simile e la lettera Φ.

### IV fase
Il gruppo di stateri precedenti è seguito da un gruppo di monete coniate tra il 420 e il 400 a.C.; le monete sono caratterizzate dalla frequente presenza della lettera greca Π, in una forma arcaica, . Regling per questo motivo lo chiama periodo dell'"artista Π".
Esiste anche una moneta in cui un conio con la lettera Π del rovescio è associato con uno con la lettera Φ del dritto. La moneta è catalogata come Regling 35, HN Italy 2595, ecc.
Il gruppo è costituito da stateri, dracme e frazioni.
Negli stateri al dritto è raffigurata una testa femminile. La Π è per lo più dietro la testa. L'etnico è nella forma ΤΕΡΙΝΑΙΟΝ.
Al rovescio c'è la Nike, a volte stante e a vate seduta su un cippo. In un primo periodo la Nike ha un caduceo, poi ha uno scettro, che può terminare in altro con un uccello o un frutto di melograno. Ci sono anche altre varianti. Holloway e Jenkins ne enumerano in tutto una trentina.
Nella dracma e nelle altre frazioni, al dritto c'è sempre la testa femminile. Al rovescio nella dracma e nel triobolo la Nike è seduta. Nel diobolo la Nike è in volo e nell'obolo è invece raffigurato un granchio e l'etnico è riportato come ΤΕΡΙ o ΤΕΡ.

### V fase
Questa fase è databile nel periodo 400-356. Le monete sono quelle catalogate su HN Italy da 2627 a 2632, su Holloway da 82 a 93 e su Regling da 76 a 84. Le monete coniate sono stateri, dracme e trioboli. Regling divide la fase in due denominate "neuer Stil" e "der reiche Stil".
Gli stateri al dritto presentano la testa della ninfa Terina e l'etnico nella forma ΤΕΡΙΝΑΙΩΝ. Al rovescio c'è una Nike seduta su un cippo che tiene in mano una patera o un piccolo uccello. In un conio si vede al rovescio un granchio.
Agli stateri sono associati dracme e trioboli. Su tutti c'è al dritto la testa della ninfa e al rovescio la Nike seduta.

### VI fase
Nel periodo 350-300 sono coniati stateri, dracme, frazioni, in questo caso dioboli.
I tipi sono i soliti con la testa di ninfa al dritto e la Nike seduta su un cippo al rovescio.

### VII fase
Intorno al 300 a.C. vengono coniate delle dracme e degli statere. Mentre la dracma presenta i tipi visti in precedenza, gli stateri presentano i tipi del "Pegaso", la tipica moneta di Corinto e imitata in molte parti del mondo greco: al dritto c'è la testa di Atena con l'elmo corinzio e al rovescio è inciso il Pegaso, che dà il nome alla moneta. L'etnico in questo caso è rappresentato dalle prime lettere della comunità, TE, legate tra loro.

## Bronzi
Oltre alle monete d'argento fin qui esaminate, la comunità emise anche, tra il 350 e il 275 a.C., diverse monete in bronzo.
Un primo gruppo ha al dritto una testa femminile associata al rovescio a varii tipi: un granchio, una lepre o un ippocampo.
Un altro ha al dritto una maschera leonina e al rovescio una testa di Apollo. Un altro ancora alla testa di Apollo è associato un Pegaso. Un ultimo gruppo presenta tipi simili all'argento, con una testa di Ninfa al dritto associata a una Nike seduta.

## Ripostigli
Thomson e al. (IGHC) riportano 28 ritrovamenti di ripostigli con monete di Terina.
| IGCH | Località                                   | anno ritrov.                  | data sepol.                 | n° pezzi     | monete di Terina | altre città |
| ---- | ------------------------------------------ | ----------------------------- | --------------------------- | ------------ | --- | --- |
| 1898 | Cotrone                                    | 1927                          | c. 430 a.C.                 | 130+ AR      | 7 stateri | Taras: 20 st.; Laus: 1 st.; Metapontum: 12 st.; Poseidonia: 4 st.; Sybaris: 1 st.; Thurium: 4 st., 2 fr.; Velia: 1 st., 2 fr.; Caulonia: 22 st., 1 fr.; Croton: 41 st., 3 fr. Altre probab. intrusive |
| 1900 | Vicino a Taranto ("Oecist Hoard"),         | ca. 1948                      | 425-420 a.C.                | 800? AR      | 9 st. | Taras: 143 st.; Heracleia: 1 st. ; Laus: 2 st.; Metapontum: 58 st.; Poseidonia: 12 st. ; Sybaris: 9 st.; Thurium: 64 st.; Velia: 2 st.; Caulonia: 43 st.; Croton: 109 st. |
| 1906 | Sant'Eufemia Lamezia                       | 1949                          | 400 a.C.                    | 147 AR       | 27 st.; 1 emidr. | Taras: 20 st.; Metapontum: 13 st.; Poseidonia: 7 st.; Sybaris: 4 st.; Thurium: 38 st.; Velia: 16 dr.; Caulonia: 7 st.; 2 dr.; Croton: 15 st. |
| 1908 | Calabria                                   | 1864                          | 390 a.C.                    | 97 AR        | 10 stateri | Taras: 17 st.; Metapontum: 10 st.; Thurium: 26 st.; Caulonia: 13 st.; Croton: 19 st.; Pandosia: 1 st.; Corinto: 1 st. |
| 1909 | Caulonia                                   | 1915                          | 389 a.C.                    | 18 AR        | 1 statere | Sybaris: 1 st., 1 emidr.; Thurium: 4 st., 3 emidr.; Caulonia: 3 st.; Croton: 4 st., 1 emidr. |
| 1910 | Vito Superiore, presso Reggio Calabria     | 1939                          | c. 387 a.C.                 | 134 AR       | 1 statere | Rhegium: 6 tetradr.; Acragas: 1 tetradr., 6 didr.; Camarina: 4 tetradr.; Catana: 5 tetradr.; Gela: 5 tetradr.; Leontini: 8 tetradr.; Messana: 30 tetradr.; Naxus: 1 didr.; Selinus: 1 tetradr.; Syracusae: 41 tetradr. Siculo-Puniche: 4 tetradr. (Ziz), 7 tetradr.; Atene: 1 tetradr.; Corinto: 8 Pegasi; Ambracia: 4 Pegasi; Leucas: 1 Pegasus |
| 1916 | Costa ionica                               | 1908                          | 375-60 a.C.                 | AR           | pochi stateri | Taras: molti st.; Metapontum: molti st.; Thurium: molti st.; Croton: molti st.; Corcyra: moltissimi st. (100 ?); Pegasi (Corinto, Leucas, Ambracia) |
| 1917 | Italia meridionale                         | 1887                          | c. 370 a.C.                 | 22+ AR       | c. 12 stateri | Taras: 3 st.; Thurium: ? st.; Caulonia: alcuni st.; Croton: 1 st. |
| 1923 | Altamura                                   | 1960                          | metà IV sec. a.C.           | 172 AR       | 11 stateri | Taras: 52 st.; Heracleia: 1 st.; Metapontum: 30 st.; Poseidonia: 8 st.; Sybaris: 3 st.; Thurium: 19 st.; Velia: 20 st.; Caulonia: 10 st.; Croton: 18 st. |
| 1924 | Taranto, Corti Vecchie                     | 1916                          | c. 345 a.C.                 | 336 AR       | 15 stateri | Taras: 104 st.; Heracleia: 5 st.; Laus: 1 st.; Metapontum: 46 st.; Poseidonia: 26 st.; Thurium: 64 st.; Velia: 33 st.; Caulonia: 17 st.; Croton: 24 st.; Sybaris: 1 st. |
| 1925 | Paestum                                    | 1937                          | c. 340-330 a.C.             | 210 AR       | 9 stateri | Taras: 64 st.; Heracleia: 2 st.; Metapontum: 34 st.; Poseidonia: 12 st.; Thurium: 1 dist., 42 st.; Velia: 16 st.; Caulonia: 9 st.; Croton: 19 st.; Leucas (Acarnania): 1 Pegasus; Sybaris: 1 st. |
| 1926 | Lizzano                                    | 1950                          | c. 340-330 a.C.             | 43+ AR, 1 AE | 2 stateri | Taras: 14 st.; Metapontum: 6 st.; Poseidonia: 1 st.; Thurium: 9 st.; Velia: 2 st.; Caulonia: 6 st.; Croton: 3 st.; Molossi: 1 AE |
| 1928 | Carosino                                   | 1905                          | 334-330 a.C.                | c. 230 AR    | 1 statere | Taras: 75 st., 16 diob.; Heracleia: 2 st.; Metapontum: 10+ st.; Poseidonia: 1 st.; Thurium: 12 st.; Velia: 2 st.; Caulonia: 5 st.; Croton: 7 st. |
| 1930 | Taranto                                    | c. 1937                       | c. 330 a.C.                 | 70+ AR       | statere | Taras: st.; Metapontum: st.; Thurium: 60-70 dist.; Velia: st.; Croton: st. |
| 1931 | Lucania                                    | 1865                          | 330 a.C.                    | 26 AR        | 3 stateri | Hyria: 3 st.; Neapolis: 2 st.; Nola: 1 st.; Taras: 3 st.; Heracleia: 1 st.; Metapontum: 2 st.; Thurium: 1 st.; Velia: 4 st.; Croton: 3 st. |
| 1936 | Sala Consilina                             | 1922                          | fine IV secolo a.C.         | 85 AR        | 6 AR | Neapolis: 1; Taras: 21; Heracleia: 1; Metapontum: 14; Poseidonia: 2; Sybaris 1; Thurium: 18; Velia: 2; Caulonia: 11; Croton: 8; |
| 1940 | Palombaio                                  | 1910                          | IV secolo a.C.              | 16 AR        | 1 statere | Taras: 9 st.; Heracleia: 1 st.; Metapontum: 5 st. |
| 1947 | Grimaldi                                   | 1933                          | c. 300 a.C.                 | 30 AR        | 2 trioboli | Taras: 1 st., 14 diob.; Heracleia: 1 st., 1 diob. Metapontum: 1 st.; Thurium: 1 st., 5 diob.; Velia: 3 st.; Croton: 1 st. |
| 1952 | Ruvo                                       | 1877                          | c. 300 a.C.                 | 57 AR        | 1 AR | Taras: 17; Heracleia: 16; Metapontum: 19; Thurium: 1; Croton: 2; Thyrrheium: 1 |
| 1960 | Valesio                                    | 1935                          | c. 300-280 a.C.             | 19 AR        | 1 statere | Taras: 7 st.; Heracleia: 2 st.; Metapontum: 6 st.; Thurium: 1 st.; Roman Rep.: 2 st. |
| 1961 | Oppido Lucano                              | ?                             | c. 280 a.C.                 | 77 AR        | 1 frazione | Neapolis: 13 st.; Taras: 3 st., 2 dr., 2 diob., Metapontum: 1 st.; Thurium: 5 st., 16 triob.; Velia: 28 st. ; Locri: 1 st.; Repubblica Romana: 1 st. |
| 1963 | Monteleone di Calabria (ora Vibo Valentia) | 1927                          | c. 280 a.C.                 | c. 70 AR     | 1 statere | Metapontum; Thurium; Velia: 7 st.; Croton: 4 st.; Locri: 9 st. |
| 1965 | Monacizzo                                  | 1908                          | 300-280 a.C.                | 2 AV, 66 AR  | 1 statere | Taras: 1 AV st., 1 AV dr., 56 st.; Heracleia: 1 st.; Metapontum: 5 st.; Poseidonia: 1 st.; Thurium: 1 st.; Velia: 1 st. |
| 1969 | Soverato                                   | 1914                          | inizi III sec. a.C.         | c. 32 AR     | 1 statere (A) | Lotto A: Taras: 1 st.; Heracleia: 1 diob.; Metapontum: 1 st.; Velia: 7 st.; Locri: 2 st.; Corinto: 1 Peg.; Argos: 2 Peg.; Thyrrheium: 1 Peg. Lotto B: Taras: 1 diob.; Metapontum: 1 st.; Velia: 9 st.; Croton: 1 st.; Locri: 1 st.; Anactorium: 2 Peg. |
| 1971 | Mesagne                                    | 1907\| Inizi III secolo. a.C. | 137 AR                      | 2 stateri    | Neapolis: 35 st.; Nola: 1 st.; Taras: 5 st.; Heracleia: 1 st.; Metapontum: 3 st. ; Poseidonia: 5 st.; Thurium: 7 st.; Velia: 15 st.; Croton: 4 st.; 1 dr.: Locri: 1 st.; Acarnanian pegasi: 55; Rep. Romana: 2 st. | |
| 1977 | Torchiarolo                                | 1926                          | c. 270 a.C.                 | 1849 AR      | 3 stateri, 32 frazioni | Peripolium: 1 fr.; Cumae: 1 st.; Hyria: 4 st.; Neapolis: 6 st.; Nola: 5 st.; Arpi: 1 fr.; Taras: 27 st.; 1418 fr.; Heracleia: 1 st., 70 fr.; Laus: 2 fr.; Metapontum: 27 st.; 22 fr.; Poseidonia: 8 st.; 13 fr.; Thurium: 16 st.; 84 fr.; Velia: 10 st.; 4 dr.; Caulonia: 2 st.; 2 fr.; Croton: 6 st.; 16 fr.; monetazione di Sybaris: 2 st., 11 fr.; Pandosia: 1 fr.; ; Pegasi: 11 st. (Corinto 4, Anactorium 3, Leucas 2, Thyrrheium 2); Roma (Rep.): 1 st.; Non identificate: 42 |
| 2169 | Avola                                      | 1888                          | fine IV in. III secolo a.C. | c. 150 AR    | 1 dracma | Corinto: 21 Pegasi, 1 trihemidr., 18 dr.; Anactorium: 3 Pegasi; Argos: 4 Pegasi; Leucas: 2 Pegasi; Syracusae: 1 Pegasus; 2 dr. |
| 2187 | Sicilia                                    | [ T 29 ]                      | in. III secolo a.C.         | 169 AR       | 1 pegaso | Pegasi (Corinto: 47 st., 10 dr.; Acarnania: 1; Alyzia: 2; Ambracia: 19; Anactorium: 12; Argos: 9; Coronta?: 1; Dyrrhachium: 6; Echinus?: 1; Hipponium: 1; Leucas: 40; Locri: 1; Metropolis: 1; Syracusae: 2; Thyrrheium: 1); non catal.: 2 st.; 1 dr. Al ripostiglio sono anche associati dei bronzi ma non è sicuro che ne facciano parte: Capua?: 3; Brettii: 1; Acragas: 1; Syracusae: 25; Siculo-Puniche: 1; Argos: 2                                                           |

1. ↑  http://nomisma.org/id/igch1898
2. ↑  http://nomisma.org/id/igch1900
3. ↑  http://nomisma.org/id/igch1906
4. ↑  http://nomisma.org/id/igch1908
5. ↑  http://nomisma.org/id/igch1909
6. ↑  http://nomisma.org/id/igch1910
7. ↑  http://nomisma.org/id/igch1916
8. ↑  http://nomisma.org/id/igch1917
9. ↑  http://nomisma.org/id/igch1923
10. ↑  http://nomisma.org/id/igch1924
11. ↑  http://nomisma.org/id/igch1925
12. ↑  http://nomisma.org/id/igch1926
13. ↑  http://nomisma.org/id/igch1928
14. ↑  http://nomisma.org/id/igch1930
15. ↑  http://nomisma.org/id/igch1931
16. ↑  http://nomisma.org/id/igch1936
17. ↑  http://nomisma.org/id/igch1940
18. ↑  http://nomisma.org/id/igch1947
19. ↑  http://nomisma.org/id/igch1952
20. ↑  http://nomisma.org/id/igch1960
21. ↑  http://nomisma.org/id/igch1961
22. ↑  http://nomisma.org/id/igch1963
23. ↑  http://nomisma.org/id/igch1965
24. ↑  http://nomisma.org/id/igch1969
25. ↑  http://nomisma.org/id/igch1971
26. ↑  http://nomisma.org/id/igch1977
27. ↑  http://nomisma.org/id/igch2169
28. ↑  http://nomisma.org/id/igch2187
29. ↑  N.B. non è sicuro che il ripostiglio sia stato rinvenuto in Sicilia invece che in Italia meridionale